# Tejamulya
Tejamulya is een bestuurslaag in het regentschap Majalengka van de provincie West-Java, Indonesië. Tejamulya telt 2042 inwoners (volkstelling 2010).